# 海灣門莊園 (佛羅里達州)
海灣門莊園（英語：Gulf Gate Estates）是位於美國佛羅里達州薩拉索塔縣的一個人口普查指定地區。

## 地理
海灣門莊園的座標為27°15′34″N 82°30′24″W / 27.25944°N 82.50667°W，而該地最高點為海拔高度4米（即13英尺）。

## 人口
根據2010年美國人口普查的數據，海灣門莊園的面積為7.30平方千米，當中陸地面積為7.00平方千米，而水域面積為0.30平方千米。當地共有人口10911人，而人口密度為每平方千米1,494人。